# Egon Knudsen
Egon Knudsen  var en dansk fodboldtræner. 
Han var den første træner i Brøndby IF, som han trænede fra 1964 til 1967.